# 播戸竜二
播戸 竜二（ばんど りゅうじ、1979年8月2日 - ）は、兵庫県姫路市出身の元プロサッカー選手、サッカー解説者、俳優。現役時代のポジションはフォワード。元日本代表。日本サッカー協会（JFA）のアスリート委員、2021年2月1日からWEリーグの理事。2021年6月24日からは、Jリーグ選手OB会の副会長（定数は4人）にも名を連ねている。
2011年に、株式会社ミスタートゥエルブを設立したうえで代表取締役に就任。Jリーグ一筋で2019年に現役を引退した後は、2020年3月12日から2022年3月11日までJリーグの特任理事を務めていた。

## 来歴
姫路市立琴丘高等学校のサッカー部 在籍中にはキャプテンを務める一方で、国民体育大会サッカー競技の兵庫県代表チームに選ばれていた。3年生の最後の大会（選手権県予選）では滝川第二高校の前に決勝で敗退した。
琴丘高校の卒業生である森下洋一（当時の松下電器産業社長）の後輩という縁で、3年生だった1997年の秋に、同社が運営に携わるガンバ大阪の入団テストへ参加。翌1998年に、月給10万円という条件で、練習生として入団した。同期には新井場徹や橋本英郎などの好選手が多く、公式戦への出場機会に恵まれないまま、2000年シーズンにコンサドーレ札幌へ期限付き移籍。岡田武史監督（当時）の下でレギュラーに起用されると、クラブのJ1リーグ昇格・残留を経験する。この間、U-19/U-20日本代表でも活躍。黄金世代の1人として、1999 FIFAワールドユース選手権のメンバーにも選出され途中出場で5試合に出場、2001年にはA代表候補合宿にも招集された。
2002年からは地元ヴィッセル神戸に期限付き移籍で加入し、三浦知良と共に中心選手として活躍。リーグ最終戦では残留を大きく手繰り寄せる2ゴールの活躍を見せ、クラブを残留へ導いた。翌2003年は完全移籍を果たす。2004年はJ1で17得点を挙げ、名古屋のマルケスと並び、得点ランク3位になったが、2005年はこれまで以上の他クラブの研究やマークに苦しみ、自身は怪我で半年近く離脱したこともありチームの成績も低迷、J2降格となる。シーズンオフに年俸の大幅ダウン提示を受けたことなどに伴い神戸を退団し、2006年は古巣のG大阪に復帰。史上40人目のJ1通算50得点を達成し、6試合連続ゴールを記録するなどスタメン出場するたびに得点を挙げ続け、A代表初選出。10月4日のキリンチャレンジカップのガーナ戦で初出場、10月11日のアジアカップ2007予選・インド戦で初先発・初得点を記録した。リーグ終盤は足首の怪我を押して試合に出た影響でコンディションを落としたものの、キャリアでは2番目の数字となる16得点を挙げた。
2007年は、甲府からFWバレーが加入したこともあり、スーパーサブとしての起用が多くなるが、マグノ・アウベス、バレー不在時にはスタメンをはり、ゴールをあげつづけた。
2008年は足首の故障や肝機能障害などで長期離脱したが、ACLで貴重なゴールをあげるなど、重要な役割を果たし、天皇杯決勝・柏戦では途中出場で決勝点をあげ、優勝に貢献した。
2009年、レアンドロやチョ・ジェジン、ペドロ・ジュニオールといった新外国人FWの加入などもあり、出場機会のほとんどは試合終盤での途中交代だった。結局この年はリーグ戦21試合出場2得点と昨季に続いて振るわず、シーズン終盤の同年11月4日に自身のブログでガンバ大阪を退団することを発表した。
2010年、ガンバ大阪からセレッソ大阪へ完全移籍。移籍1年目は途中交代での出場が多かったが、18試合で5得点を挙げた。
2011年、8月20日の清水戦、9月10日の広島戦では途中出場ながらハットトリックを達成した。
2013年、セレッソではナビスコカップへ2試合出場したものの、リーグ戦への出場機会はなかった。7月27日からは、2014年1月31日までの期限付きでサガン鳥栖へ移籍。2001年まで在籍していた札幌以来、11シーズン振りに関西圏以外のJリーグチームへ活躍の場を移している。また、背番号は9となり、プロ入り後初めて一桁の番号を背負うことになった。
2014年、サガン鳥栖へ完全移籍。
2015年、大宮アルディージャへ完全移籍。シーズン序盤は中々出番が無かったが、第12節から7試合連続で先発。移籍後初得点を、初先発の第12節ギラヴァンツ北九州戦で記録。第24節アビスパ福岡戦では、キャリア4度目のハットトリックを記録。Jリーグ在籍日本人としては最年長記録である。2017年、12月18日に契約満了が発表された。
2018年、FC琉球へ完全移籍。J3リーグでのプレーは初めてだったが、リーグ戦19試合で2得点を挙げるなど、クラブのJ2リーグ初昇格の一翼を担った。同年12月に、契約満了で退団。
2019年には、「フリーランスのサッカー選手」として、サッカー関連の番組へゲストで随時出演していた。当初は「今はサッカーをいったん休憩中だが、選手生活からは一生引退しない」と公言していたが、特定のクラブへ所属しないまま、後に引退を決意。9月14日には、古巣クラブ同士が相対するJリーグ・ガンバ大阪対鳥栖戦（パナソニックスタジアム吹田）の試合前に引退セレモニーを催すことを前提に、ガンバとの間でJリーグクラブとしては異例の1日限定契約を結んだ。セレモニーに臨んだ播戸は、山内隆司社長から渡された胸番号29・背番号11のユニフォーム姿で、この日を最後にプロサッカー選手を引退することをサポーターに報告。引退後の意向として、サッカークラブの経営者、Jリーグチェアマン、日本協会会長のような立場でサッカーへ携われるように研鑽を積むことも明かした。なお、12月開催のJリーグアウォーズでは、Jリーグ理事会からJリーグ功労選手賞を授与されている。
2020年には、Jリーグから3月12日付でJリーグ特任理事（非常勤）に選任された。任期は、2022年3月11日までの2年間。その一方で、サッカー解説者としての活動も本格的に始めた。さらに、JFAが5月から新設した「アスリート委員会」にも委員として参加している。
2021年には、WEリーグ（この年から発足した女子プロサッカーリーグ）の理事に2月1日付で就任。6月24日からは、Jリーグ選手OB会の副会長を都並敏史・中田浩二・石川直宏と共に務めている。その一方で、『孤狼の血 LEVEL2』（8月20日公開の実写映画）で俳優デビューを果たすと、2023年には『リボルバー・リリー』（綾瀬はるか主演の実写映画版）で坪井慶介（自身と同い年の元・サッカー日本代表DF）や綾瀬と共演している。

## 人物、エピソード
- ヴィッセル神戸在籍中の2004年に、ガンバ入団時の同期生だった新井場や、当時のチームメイトで同学年の稲本潤一（ユースチームの出身で高校在学中にトップチームへ昇格）と共同でFCイバンイーナを設立（肩書は「共同オーナー」）。チーム名の「イバンイーナ（IBANINA）」に3人の苗字の一部（IBA＝新井場、BAN＝播戸、INA＝稲本）を組み合わせていたが、現役選手としての活動を優先するため、後に稲本と揃って経営から事実上離脱した。
  - 大阪府社会人サッカーリーグの5部から活動を始めたイバンイーナは、FC TIAMO枚方への改称や新井場のオーナー退任などを経て、関西サッカーリーグの1部へ昇格。播戸自身は「オーナーとしての職務を休止した後もクラブとの関係は続いている」とのことで、「TIAMO」（「あなたを愛している」という意味のイタリア語）という現在のクラブ名についても、「イタリアでセリアAの試合を観戦したスタジアムの座席に、サポーターが『TIAMO』という人文字のパフォーマンスに使うための紙が置かれていたことをきっかけに自分で付けた」という。
- 2004年、豪雨災害に遭った兵庫県豊岡市に100万円、2009年にも同様に豪雨被害を受けた兵庫県佐用町に寄付を実施。オリジナルTシャツを販売し、その売り上げを送っている。
- キノコ類（特に椎茸）が苦手で、ガンバの在籍中に｢遠征時の食事で椎茸を出さないで欲しい｣と依頼したところ、遠征時のチーム全体の食事メニューに椎茸が全く出なくなった。もっとも、播戸の移籍後は、椎茸が遠征時のメニューに復活している。
- ガンバから期限付き移籍で加入したヴィッセルでは、地元出身のエースとして期待されていた。移籍1年目の2002年にクラブのJ1残留へ貢献すると、2003年から完全に移籍。2004年にはチームトップの17得点を挙げたが、2005年は2得点どまりで、クラブもJ1からJ2へ降格した。2006年には、当時日本代表だったキャプテンの三浦淳宏を筆頭に多くの主力選手が残留（J2でのプレー）を選んだ一方で、播戸自身は古巣・ガンバへの復帰によってJ1でプレーを継続。ヴィッセルも1年でJ1に復帰したが、播戸はJ1復帰後の対戦で、ヴィッセルのサポーターから大きなブーイングを浴びせられていた。もっとも、現役引退後の2020年に「現役を続けていたら、ガンバ、ヴィッセル、セレッソのうちどこへ所属したいか?」という質問を受けた際には、「フォワードとしてヴィッセルでもう一度勝負したい」と述べている。
- 2009年の共同通信杯優勝馬ハンソデバンドは、サッカー愛好家で馬主の渡邊隆が「（播戸の）冬でも半袖を着て頑張る熱いハートが気に入った」ということで同馬の馬名の由来になっている[23]。
- セレッソ大阪移籍後の応援歌の原曲は、関ジャニ∞の｢ズッコケ男道｣であった。
- 実家の柱に身長を刻んでいると加地亮に暴露された。
- 三浦知良への憧れから、プロ入り2年目以降は、三浦と同じくプーマから試合用のシューズを提供されていた。両者がヴィッセルに在籍していた時期に、播戸が他社のシューズを黒く塗ったうえで練習に臨んだところ、居合わせた三浦から「おいバン（播戸）、何履いてんの?お前はプーマでなきゃダメだろ」と見抜かれたという。ちなみに、『播戸竜二のバン!バン!バン!』（現役引退後の2021年4月から2024年9月までパーソナリティを単独で務めていた朝日放送ラジオのトーク番組）では、三浦がヴィッセルへの在籍中に授かった次男（総合格闘家の三浦孝太）を2022年3月5日・12日放送分のゲストに迎えている。
- FC琉球への入団によって沖縄県内へ初めて住んだことがきっかけで、同県への愛着が強く、サッカーをはじめ県内のスポーツ全般を応援している。
- ヴィッセル在籍中の23歳で日本サッカー協会公認のB級コーチライセンスを取得するなど、Jリーガー時代から、現役引退後のセカンドキャリアを強く意識。セレッソ大阪在籍中の2011年には、自身と同じくセレッソやガンバへの所属経験がある現役Jリーガー（家長昭博・扇原貴宏・安田理大・山口蛍）と共同で、株式会社ミスタートゥエルブ（アスリートのトータルマネジメント、サッカースクールの運営、サッカー関連イベントの企画・運営などを手掛ける会社）を設立。設立の当初から代表取締役を務めている[2][24][25]。ちなみに、現役時代の終盤に大宮へ所属していた時には、担当記者に対して「俺の引退の記事を書いておいてよ」と依頼していた（実際には移籍先のFC琉球で引退）[4]。
- Jリーグ特任理事への就任が新型コロナウイルスへの感染拡大によるJリーグ公式戦の中断期間と重なったことを背景に、就任後は選手などからの要望を受けて、リーグに所属するクラブ全選手へのPCR検査の実現などに尽力。就任に際しては、「Jリーグの歴史やデータを学びながら、選手以外の目線にも立って（リーグのあり方を）改善していきたい」との抱負を述べていた[4]。また、JFAではアスリート委員に加えて、「SDGs推進チーム」のメンバーにも迎えられている[26]。
- 俳優デビュー作の『孤狼の血 LEVEL2』では、台詞こそないものの、現役のサッカー選手時代なら足を踏み入れただけでスキャンダルに発展しかねないような賭場で真剣勝負に臨む客を演じた。本人によれば、世話になっているサッカー関係者と紀伊宗之（東映の企画調整部に所属する映画プロデューサー）が幼なじみだった縁で、同社が製作する実写映画への出演を現役を引退する直前（2019年の夏）から打診。『孤狼の血 LEVEL2』への出演が決まってからは、鈴木亮平・松坂桃李・渋川清彦・早乙女太一・杉田雷麟といった本職の俳優陣と共に、広島県呉市で2020年の秋に撮影へ臨んだ。ほぼ1日にわたった出演シーンの撮影後には、「（ガンバ時代に）18歳で何も分からずにJリーグ（公式戦）へのデビューを果たした時と同じような感覚を、41歳（撮影の時点）になって映画で味わえたのは本当に幸せで、要領が何も分からなくても2度とない（はずの）デビューを2度経験できたことは貴重だった」と述懐している[27]。
- 北海道を中心に活動するお笑いコンビ「オクラホマ」の藤尾仁志は中学の1年先輩にあたる[28]。

## 所属クラブ
ユース経歴
- 1992年 - 1994年 香寺町立香寺中学校
- 1995年 - 1997年 姫路市立琴丘高等学校

プロ経歴
- 1998年 - 2002年  ガンバ大阪
  - 2000年 - 2001年  コンサドーレ札幌（期限付き移籍）
  - 2002年  ヴィッセル神戸（期限付き移籍）
- 2003年 - 2005年  ヴィッセル神戸
- 2006年 - 2009年  ガンバ大阪
- 2010年 - 2013年  セレッソ大阪
  - 2013年7月 - 同年12月  サガン鳥栖（期限付き移籍）
- 2014年  サガン鳥栖
- 2015年 - 2017年  大宮アルディージャ
- 2018年  FC琉球
- 2019年9月14日  ガンバ大阪[29]

## 個人成績
| 国内大会個人成績 | 国内大会個人成績 | 国内大会個人成績 | 国内大会個人成績 | 国内大会個人成績 | 国内大会個人成績 | 国内大会個人成績 | 国内大会個人成績 | 国内大会個人成績 | 国内大会個人成績 | 国内大会個人成績 | 国内大会個人成績 |
| 年度             | クラブ           | 背番号           | リーグ           | リーグ戦         | リーグ戦         | リーグ杯         | リーグ杯         | オープン杯       | オープン杯       | 期間通算         | 期間通算         |
| 年度             | クラブ           | 背番号           | リーグ           | 出場             | 得点             | 出場             | 得点             | 出場             | 得点             | 出場             | 得点             |
| 日本             | 日本             | 日本             | 日本             | リーグ戦         | リーグ戦         | リーグ杯         | リーグ杯         | 天皇杯           | 天皇杯           | 期間通算         | 期間通算         |
| ---------------- | ---------------- | ---------------- | ---------------- | ---------------- | ---------------- | ---------------- | ---------------- | ---------------- | ---------------- | ---------------- | ---------------- |
| 1998             | G大阪            | 29               | J                | 13               | 2                | 4                | 1                | 1                | 0                | 18               | 3                |
| 1999             | G大阪            | 18               | J1               | 21               | 1                | 2                | 0                | 2                | 0                | 25               | 1                |
| 2000             | 札幌             | 11               | J2               | 30               | 15               | 1                | 0                | 1                | 1                | 32               | 16               |
| 2001             | 札幌             | 11               | J1               | 27               | 9                | 1                | 0                | 1                | 0                | 29               | 9                |
| 2002             | 神戸             | 13               | J1               | 26               | 4                | 5                | 0                | 0                | 0                | 31               | 4                |
| 2003             | 神戸             | 13               | J1               | 27               | 7                | 6                | 0                | 3                | 1                | 36               | 8                |
| 2004             | 神戸             | 13               | J1               | 28               | 17               | 5                | 3                | 1                | 0                | 34               | 20               |
| 2005             | 神戸             | 13               | J1               | 18               | 2                | 6                | 0                | 0                | 0                | 24               | 2                |
| 2006             | G大阪            | 11               | J1               | 30               | 16               | 2                | 0                | 4                | 1                | 36               | 17               |
| 2007             | G大阪            | 11               | J1               | 31               | 9                | 10               | 2                | 4                | 2                | 45               | 13               |
| 2008             | G大阪            | 11               | J1               | 15               | 1                | 1                | 0                | 5                | 1                | 21               | 2                |
| 2009             | G大阪            | 11               | J1               | 21               | 2                | 2                | 0                | 3                | 1                | 26               | 3                |
| 2010             | C大阪            | 11               | J1               | 18               | 5                | 5                | 1                | 3                | 1                | 26               | 7                |
| 2011             | C大阪            | 11               | J1               | 21               | 10               | 1                | 0                | 4                | 2                | 26               | 12               |
| 2012             | C大阪            | 11               | J1               | 17               | 2                | 4                | 1                | 2                | 0                | 23               | 3                |
| 2013             | C大阪            | 11               | J1               | 0                | 0                | 2                | 0                | -                | -                | 2                | 0                |
| 2013             | 鳥栖             | 9                | J1               | 6                | 0                | -                | -                | 1                | 1                | 7                | 1                |
| 2014             | 鳥栖             | 9                | J1               | 5                | 0                | 4                | 2                | 0                | 0                | 9                | 2                |
| 2015             | 大宮             | 11               | J2               | 22               | 5                | -                | -                | 3                | 1                | 25               | 6                |
| 2016             | 大宮             | 11               | J1               | 1                | 0                | 0                | 0                | 2                | 0                | 3                | 0                |
| 2017             | 大宮             | 11               | J1               | 0                | 0                | 3                | 1                | 0                | 0                | 3                | 1                |
| 2018             | 琉球             | 11               | J3               | 19               | 2                | -                | -                | 1                | 0                | 20               | 2                |
| 通算             | 日本             | 日本             | J1               | 325              | 87               | 63               | 11               | 36               | 10               | 424              | 108              |
| 通算             | 日本             | 日本             | J2               | 52               | 20               | 1                | 0                | 4                | 2                | 57               | 22               |
| 通算             | 日本             | 日本             | J3               | 19               | 2                | -                | -                | 1                | 0                | 20               | 2                |
| 総通算           | 総通算           | 総通算           | 総通算           | 396              | 109              | 64               | 11               | 38               | 11               | 501              | 132              |

その他の公式戦
- 2006年
  - スーパーカップ 1試合0得点
- 2007年
  - スーパーカップ 1試合0得点
- 2009年
  - スーパーカップ 1試合0得点

| 国際大会個人成績 | 国際大会個人成績 | 国際大会個人成績 | 国際大会個人成績 | 国際大会個人成績 | FIFA      | FIFA      |
| 年度             | クラブ           | 背番号           | 出場             | 得点             | 出場      | 得点      |
| AFC              | AFC              | AFC              | ACL              | ACL              | クラブW杯 | クラブW杯 |
| ---------------- | ---------------- | ---------------- | ---------------- | ---------------- | --------- | --------- |
| 2006             | G大阪            | 11               | 6                | 1                | -         | -         |
| 2008             | G大阪            | 11               | 7                | 2                | 3         | 0         |
| 2009             | G大阪            | 11               | 4                | 0                | -         | -         |
| 2011             | C大阪            | 11               | 3                | 1                | -         | -         |
| 通算             | AFC              | AFC              | 20               | 4                | 3         | 0         |

その他の国際公式戦
- 2006年
  - A3チャンピオンズカップ 2試合1得点
- Jリーグ初出場 - 1998年4月11日 1st第5節 vs清水エスパルス（万博記念競技場）
- 公式戦初得点 - 1998年5月23日 ナビスコカップ予選リーグ第2節 vsコンサドーレ札幌（万博記念競技場）
- Jリーグ初得点 - 1998年8月1日 1st第15節 vsヴィッセル神戸（神戸総合運動公園ユニバー記念競技場）

## タイトル

### クラブ
ガンバ大阪
- Jリーグカップ：1回 (2007年)
- 天皇杯：2回 (2008年、2009年)
- スーパーカップ：1回 (2007年)
- AFCチャンピオンズリーグ：1回 (2008年)
- パンパシフィックチャンピオンシップ：1回 (2008年)

大宮アルディージャ
- J2リーグ：1回 (2015年)

FC琉球
- J3リーグ：1回（2018年）
- タイムス杯争奪沖縄県サッカー選手権大会：1回（2018年）

### 個人
- Jリーグ優秀選手賞：1回 (2006年)
- Jリーグ功労選手賞：1回（2019年）

## 代表歴
- 国際Aマッチ初出場 - 2006年10月4日 キリンチャレンジカップ2006 vsガーナ代表（横浜国際総合競技場）
- 国際Aマッチ初得点 - 2006年10月11日 AFCアジアカップ2007予選 vsインド代表（バンガロール・スタジアム）

### 出場大会など
- U-19、U-20日本代表 (1998年-1999年)
  - 1999年 FIFAワールドユース選手権ナイジェリア大会 (準優勝)
- 日本代表（2006年-2008年）
  - AFCアジアカップ2007予選
  - キリンカップサッカー2007
  - 2010 FIFAワールドカップ・アジア3次予選
  - 東アジアサッカー選手権2008

### 試合数
- 国際Aマッチ 7試合 2得点 (2006年 - 2008年)

| 日本代表 | 国際Aマッチ | 国際Aマッチ |
| 年       | 出場        | 得点        |
| -------- | ----------- | ----------- |
| 2006     | 2           | 2           |
| 2007     | 1           | 0           |
| 2008     | 4           | 0           |
| 通算     | 7           | 2           |

### 出場
| No. | 開催日         | 開催都市     | スタジアム                 | 対戦相手                 | 結果 | 監督             | 大会                                   |
| --- | -------------- | ------------ | -------------------------- | ------------------------ | ---- | ---------------- | -------------------------------------- |
| 1.  | 2006年10月04日 | 神奈川県     | 横浜国際総合競技場         | ガーナ                   | ●0-1 | イビチャ・オシム | キリンチャレンジカップ2006             |
| 2.  | 2006年10月11日 | バンガロール | バンガロール・スタジアム   | インド                   | ○3-0 | イビチャ・オシム | AFCアジアカップ2007・最終予選          |
| 3.  | 2007年06月05日 | 埼玉県       | 埼玉スタジアム2002         | コロンビア               | △0-0 | イビチャ・オシム | キリンカップサッカー2007               |
| 4.  | 2008年01月30日 | 東京都       | 国立霞ヶ丘競技場陸上競技場 | ボスニア・ヘルツェゴビナ | ○3-0 | 岡田武史         | キリンチャレンジカップ2008             |
| 5.  | 2008年02月06日 | 埼玉県       | 埼玉スタジアム2002         | タイ                     | ○4-1 | 岡田武史         | 2010 FIFAワールドカップ・アジア3次予選 |
| 6.  | 2008年02月17日 | 重慶市       | 重慶奥林匹克体育中心       | 北朝鮮                   | △1-1 | 岡田武史         | 東アジア選サッカー選手権2008           |
| 7.  | 2008年02月23日 | 重慶市       | 重慶奥林匹克体育中心       | 韓国                     | △1-1 | 岡田武史         | 東アジア選サッカー選手権2008           |

### ゴール
| #  | 開催年月日     | 開催地       | スタジアム               | 対戦国 | 勝敗 | 試合概要                |
| -- | -------------- | ------------ | ------------------------ | ------ | ---- | ----------------------- |
| 1. | 2006年10月11日 | バンガロール | バンガロール・スタジアム | インド | ○3-0 | AFCアジアカップ2007予選 |
| 2. | 2006年10月11日 | バンガロール | バンガロール・スタジアム | インド | ○3-0 | AFCアジアカップ2007予選 |

## 出演番組
現役引退後のレギュラー番組のみ記載
- 征平・吉弥の土曜も全開!!（朝日放送ラジオ） 
  - 「えらいこっちゃサッカー」（2020年4月2日から9月26日まで放送されたコーナー）を中心に出演。出演時のキャッチフレーズは「バンバンバンバン播戸竜二です」で、当初は同コーナーにのみ電話で出演していた。後にスタジオへ随時登場。登場日のスケジュールによっては、後続のリスナー投稿企画「お怒り体験!アングリーバボー」まで同席することがあった。
- Jリーグ中継
  - DAZN制作分では2020年7月から[30]、NHK制作分では同年9月から、一部のカードで解説を担当。古巣のヴィッセルがJ1リーグでの初優勝を本拠地（ノエビアスタジアム神戸）で決めた試合（2023年11月25日の対名古屋グランパス戦）も、「NHK総合テレビによる全国向け中継の解説者」として立ち会った。
- Jリーグタイム（NHK BS1）- 2020年8月29日放送分から解説者として出演
- 播戸竜二のバン!バン!バン!（朝日放送ラジオ、2021年4月3日 - 2024年9月28日） 
  - 自身初の冠番組で、パーソナリティを単独で担当。現役時代から意識してきた「セカンドキャリア」を主なテーマに、Jリーグの関係者や、サッカーと縁の深い著名人・有識者を2週に1組のペースでゲストに招いていた。
- 2022 FIFAワールドカップカタール大会（NHK総合・BS4K） - 現地試合解説者
- アスリートってナニ食べてんの!?（朝日放送テレビ、2023年11月から毎月最終水曜日の深夜に関西ローカルで放送）
  - 日本のトップアスリートの食生活を密着取材映像で紹介する26分番組で、蛙亭・古屋絵理華と共にレギュラーで出演[31]。
- サタデーナイトJ（テレビ東京） - スタジオでの進行と解説を随時担当

## 出演CM
いずれも、ガンバ大阪の現役選手時代に出演。
- ミドリ電化 (2007年) - 西野朗、加地亮、安田理大との共演
- パナソニックメンズシェーバー「ラムダッシュ」 (2009年)[32]

## 出演映画
- 『孤狼の血 LEVEL2』（東映の製作で2021年8月20日から公開） - 賭場の勝負師　役
- 『リボルバー・リリー』（東映の製作で2023年8月11日から公開） - 陸軍の軍人　役